# Hannes Wolf (austriacki piłkarz)
Hannes Wolf (ur. 16 kwietnia 1999 w Grazu) – austriacki piłkarz grający na pozycji pomocnika w New York City FC.

## Życiorys
W czasach juniorskich trenował w klubach SC Seiersberg, SV Gössendorf (2008–2012), SV Vasoldsberg (2012), JAZ GU-Süd (2012–2014) i Red Bull Salzburg (2014–2016). Wraz z tym drugim w sezonie 2016/2017 triumfował w Lidze Młodzieżowej UEFA. W latach 2016–2017 występował także w FC Liefering, pierwszoligowych rezerwach klubu z Salzburga. W Bundeslidze zadebiutował w barwach RB 17 grudnia 2016 w wygranym 3:0 meczu z Wolfsbergerem AC. Do gry wszedł w 85. minucie spotkania, zmieniając Takumi Minamino. 21 lipca 2020 został wypożyczony do Borussii Mönchengladbach. W 2021 przeszedł na stałe do Borussii. W 2022 był wypożyczony do Swansea City. W 2024 został zawodnikiem New York City FC.